# Luitgard von Tübingen
Luitgard von Tübingen (* um 1240; † 13. November 1309; beerdigt im Kloster Reuthin) war Pfalzgräfin von Tübingen und Erbin von Horb.

## Leben
Luitgard von Tübingen war eine Tochter von Hugo IV. († 1267), Pfalzgraf von Tübingen und Graf von Horb, und dessen Gattin Beatrix von Eberstein. Luitgard heiratete 1294 Graf Burkhard IV. von Hohenberg und hatte mit ihm drei Kinder:
- Otto I, Graf von Hohenberg zu Nagold  († 12. Juli 1299)
- Burchard V, Graf von Hohenberg zu Wildberg († 10. April 1353 – 2. September 1355)
- Agnes Gräfin von Hohenberg

Luitgard kam nach dem Tode ihrer kinderlosen Brüder zu pfalzgräflich-horbischen Besitz, so dass ihr Gatte, Burkhard IV., Graf von Hohenberg, im Jahre 1302 erstmals als Stadtherr von Horb auftrat. Burkhard hatte zuvor schon die Bezirke Nagold, Haiterbach, Wildberg und Altenstaig als nicht-reichslehenbare, teilweise erheiratete Herrschaften erhalten.
Zusammen mit ihrem Gatten hat sie den Konvent des Klosters Reuthin in großzügiger Weise materiell gefördert.